# Lucas Bergamini
Lucas Bergamini (Bento Gonçalves, Brasil, 18 de agosto de 1997), es un jugador profesional de pádel brasileño. Actualmente ocupa la 13.ª posición del ranking FIP y juega en la posición del drive junto a Paquito Navarro.
También jugó con Víctor Ruiz, juntos formaron una de las parejas más longevas de los últimos años, logrando colocarse como una de las mejores 10 parejas del mundo del pádel en el circuito de Premier Padel. Ha jugado también con Javi Garrido, Lucas Campagnolo, Pincho Fernández, Aday Santana, Miguel Lamperti e Iñigo Zaratiegui.
A los ocho años de edad se convirtió en subcampeón de Brasil en la categoría sub-12.

## Palmarés

### Premier Padel

#### Finales
| N.º | Año  | Torneo       | Categoría | Pareja          | Oponentes en la final           | Resultado    |
| 1   | 2022 | Milán        | P1        | Víctor Ruiz     | Juan Lebrón Alejandro Galán     | 2-6 / 2-6    |
| 2   | 2024 | Guiza        | P2        | Javi Garrido    | Miguel Yanguas Franco Stupaczuk | 3-6 / 6-7(2) |
| 3   | 2025 | Buenos Aires | P1        | Paquito Navarro | Agustín Tapia Arturo Coello     | 2-6 / 2-6    |